# 그누캐시
그누캐시(GnuCash)는 복식부기를 지원하는 회계용 소프트웨어이다. 가계부 또는 소규모 사업장의 회계 관리용으로 쓸 수 있다.
그누캐시는 GNU 프로젝트의 일부이며 리눅스, FreeBSD, 맥 오에스 텐 등 유닉스 계열의 플랫폼에서 사용할 수 있다. 2007년 4월 14일에 공개된 2.1.x 버전부터는 마이크로소프트 윈도우에서 사용할 수 있다. 2012년에 안드로이드에서 사용할 수 있는 애플리케이션을 발표하였으나, 기존 프로그램을 포팅한 것이 아니기 때문에 단독으로 사용할 수 없다.

## 구조
대부분 C로 작성되어 있으며, 일부는 스킴으로 작성되어 있다. 자료는 XML 방식으로 저장한다. 2.3.x 버전부터는 XML 외에 SQLite 3, MySQL, PostgreSQL 같은 데이터베이스에 자료를 저장할 수 있다.